# Momoiro Clover Z
Momoiro Clover Z (ももいろクローバーZ Momoiro Kurōbā Zetto), còn được biết đến là Momoclo (ももクロ Momokuro), là một nhóm nhạc nữ người Nhật Bản. Hiện nay, nhóm có 4 thành viên.

## Thành viên hiện tại
| Thành viên     | Kanako Momota Shiori Tamai Ayaka Sasaki Reni Takagi                    |
|                |                                                                        |
| Cựu thành viên | Akari Hayami Momoka Ariyasu Để biết thêm thông tin, xem Cựu thành viên |

## Cựu thành viên

### Akari Hayami
- Tên khai sinh: Hayami Akari (早見あかり)
- Vị trí: Phó trưởng nhóm, ca sĩ, vũ công
- Ngày sinh: 17 tháng 3 năm 1995
- Chiều cao: 165 cm
- Quốc tịch: Nhật Bản

### Momoka Ariyasu
- Tên khai sinh: Ariyasu Momoka (有安杏果)
- Vị trí: Ca sĩ, vũ công
- Ngày sinh: 15 tháng 3 năm 1995
- Chiều cao: 148 cm
- Quốc tịch: Nhật Bản

Khác
- Runa Yumikawa (弓川留奈?); sinh ngày 4 tháng 2, 1994
- Tsukina Takai (高井 つき奈?); sinh ngày 6 tháng 7, 1995
- Miyū Wagawa (和川 未優?); sinh ngày 19 tháng 12, 1993
- Manami Ikura (伊倉 愛美?); sinh ngày 4 tháng 2, 1994
- Sumire Fujishiro (藤白 すみれ?); sinh ngày 8 tháng 5, 1994
- Yukina Kashiwa (柏 幸奈?); sinh ngày 12 tháng 8, 1994

## Danh sách đĩa nhạc

### Đĩa đơn
| #                   | Tựa đề                                                                                            | Phát hành            | Vị trí cao nhất             | Vị trí cao nhất         | Chứng nhận (RIAJ)   | Album               |                     |                     |
| #                   | Tựa đề                                                                                            | Phát hành            | Oricon Weekly Singles Chart | Billboard Japan Hot 100 | Chứng nhận (RIAJ)   | Album               |                     |                     |
| Hãng thu âm độc lập | Hãng thu âm độc lập                                                                               | Hãng thu âm độc lập  | Hãng thu âm độc lập         | Hãng thu âm độc lập     | Hãng thu âm độc lập | Hãng thu âm độc lập | Hãng thu âm độc lập | Hãng thu âm độc lập |
| ------------------- | ------------------------------------------------------------------------------------------------- | -------------------- | --------------------------- | ----------------------- | ------------------- | ------------------- | ------------------- | ------------------- |
| 1                   | "Momoiro Punch" (ももいろパンチ Momoiro Panchi)                                                   | 5 tháng 8 năm 2009   | 23                          | —                       |                     | —                   |                     |                     |
| 2                   | "Mirai e Susume!" (未来へススメ！)                                                                | 11 tháng 11 năm 2009 | 11                          | —                       |                     | —                   |                     |                     |
| Hãng thu âm lớn     |                                                                                                   |                      |                             |                         |                     |                     |                     |                     |
| 1                   | "Ikuze! Kaitō Shōjo" (行くぜっ！怪盗少女)                                                         | 5 tháng 5 năm 2010   | 3                           | 19                      |                     | Battle and Romance  |                     |                     |
| 2                   | "Pinky Jones" (ピンキージョーンズ)                                                                | 10 tháng 11 năm 2010 | 8                           | 28                      |                     | Battle and Romance  |                     |                     |
| 3                   | "Mirai Bowl / Chai Maxx" (ミライボウル/Chai Maxx Mirai Bōru / Chai Makkusu)                       | 7 tháng 3 năm 2011   | 3                           | 12                      |                     | Battle and Romance  |                     |                     |
| 4                   | "Z Densetsu ~Owarinaki Kakumei~" (Z伝説 ～終わりなき革命～)                                       | 6 tháng 7 năm 2011   | 5                           | 22                      |                     | Battle and Romance  |                     |                     |
| 5                   | "D' no Junjō" (D'の純情)                                                                          | 6 tháng 7 năm 2011   | 6                           | 59                      |                     | Battle and Romance  |                     |                     |
| 6                   | "Rōdō Sanka" (労働賛歌)                                                                           | 23 tháng 11 năm 2011 | 7                           | 13                      |                     |                     |                     |                     |
| 7                   | "Mōretsu Uchū Kōkyōkyoku. Dai Nana Gakushō „Mugen no Ai"" (猛烈宇宙交響曲・第七楽章「無限の愛」)  | 7 tháng 3 năm 2012   | 5                           | 2                       | Vàng                |                     |                     |                     |
| 8                   | "Otome Sensō" (Z女戦争)                                                                           | 27 tháng 6 năm 2012  | 3                           | 3                       | Vàng                |                     |                     |                     |
| —                   | "Nippon Egao Hyakkei" (ニッポン笑顔百景) - phát hành dưới cái tên Momoclo Tē Ichimon (桃黒亭一門) | 5 tháng 9 năm 2012   | 6                           | —                       |                     |                     |                     |                     |
| —                   | "Ikuze! Kaitō Shōjo ~Special Edition~" (行くぜっ！怪盗少女 ～Special Edition～) - tái phát hành   | 26 tháng 9 năm 2012  | 7                           | 29                      |                     |                     |                     |                     |
| 9                   | "Saraba, Itoshiki Kanashimitachi yo" (サラバ、愛しき悲しみたちよ)                                 | 21 tháng 11 năm 2012 | 2                           | 1                       | Vàng                |                     |                     |                     |

### Album phòng thu
| # | Tựa đề                                                          | Phát hành           | Vị trí cao nhất            | Chứng nhận (RIAJ) |
| # | Tựa đề                                                          | Phát hành           | Oricon Weekly Albums Chart | Chứng nhận (RIAJ) |
| - | --------------------------------------------------------------- | ------------------- | -------------------------- | ----------------- |
| 1 | Battle and Romance (バトル アンド ロマンス Batoru ando Romansu) | 27 tháng 7 năm 2011 | 3                          | Vàng              |
| 2 | 5th Dimension (5TH DIMENSION Fifusu Dimenshon)                  | 10 tháng 4 năm 2013 |                            |                   |

## Video

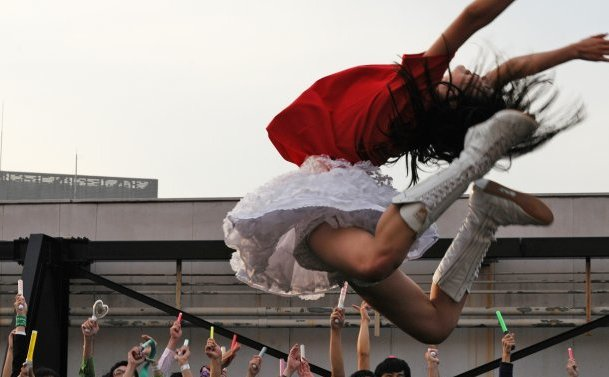
"Ikuze! Kaitō Shōjo"

| #                   | Tựa đề                                                    | Video chính thức trên YouTube |
| Hãng thu âm độc lập | Hãng thu âm độc lập                                       | Hãng thu âm độc lập           |
| ------------------- | --------------------------------------------------------- | ----------------------------- |
| 1                   | "Momoiro Punch"                                           |                               |
| 2                   | "Mirai e Susume!"                                         |                               |
| Hãng thu âm lớn     |                                                           |                               |
| 1                   | "Ikuze! Kaitō Shōjo"                                      | xem                           |
| 2                   | "Pinky Jones"                                             | xem                           |
| 2                   | "Coco Natsu" (ココ☆ナツ)                                  |                               |
| 2                   | "Kimi to Sekai" (キミとセカイ)                            |                               |
| 3                   | "Mirai Bowl"                                              | xem                           |
| 3                   | "Chai Maxx"                                               | xem                           |
| 4                   | "Z Densetsu ~Owarinaki Kakumei~"                          | xem                           |
| 5                   | "D' no Junjō"                                             | xem                           |
| 6                   | "Rōdō Sanka"                                              | xem                           |
| 6                   | "Santa-san" (サンタさん)                                  | xem                           |
| 7                   | "Mōretsu Uchū Kōkyōkyoku. Dai Nana Gakushō „Mugen no Ai"" | xem                           |
| 8                   | "Otome Sensō"                                             | xem                           |
| 8                   | "PUSH"                                                    | xem                           |
| 8                   | "Mite Mite Kocchichi" (みてみて☆こっちっち) (video múa)   | xem                           |
| 9                   | "Saraba, Itoshiki Kanashimitachi yo"                      | xem                           |
| 9                   | "Wee-Tee-Wee-Tee"                                         | xem                           |
| album thứ 2         | "Neo STARGATE"                                            | xem                           |